# Camariñas
Camariñas è un comune spagnolo di 6 421 abitanti situato nella comunità autonoma della Galizia posto nei pressi del noto Capo Vilan nella Costa da Morte.
È nota per il merletto, eseguito su cuscini (almohadas) molto particolari, dalla forma di cilindri schiacciati, larghi poco meno di 30 cm, e lunghi dai 45 ai 50 cm, con due bastoni sporgenti per 10 cm ai due lati. I due bastoni (cornas) servono per appoggiare il cuscino ad una parete, ad un tavolo o ad una sedia. Il cuscino è rivestito con della stoffa resistente, su cui si lavora il pizzo seguendo un disegno preforato su un cartoncino, grigio, per tradizione. I fuselli (palillos) scivolano sopra un foglio di plastica, anticamente in cuoio lucido. Le merlettaie sono dette "palilleiras".
Il nome del comune deriva da camariña, il nome comune in lingua spagnola di Corema album.